# Bugatti Type 45

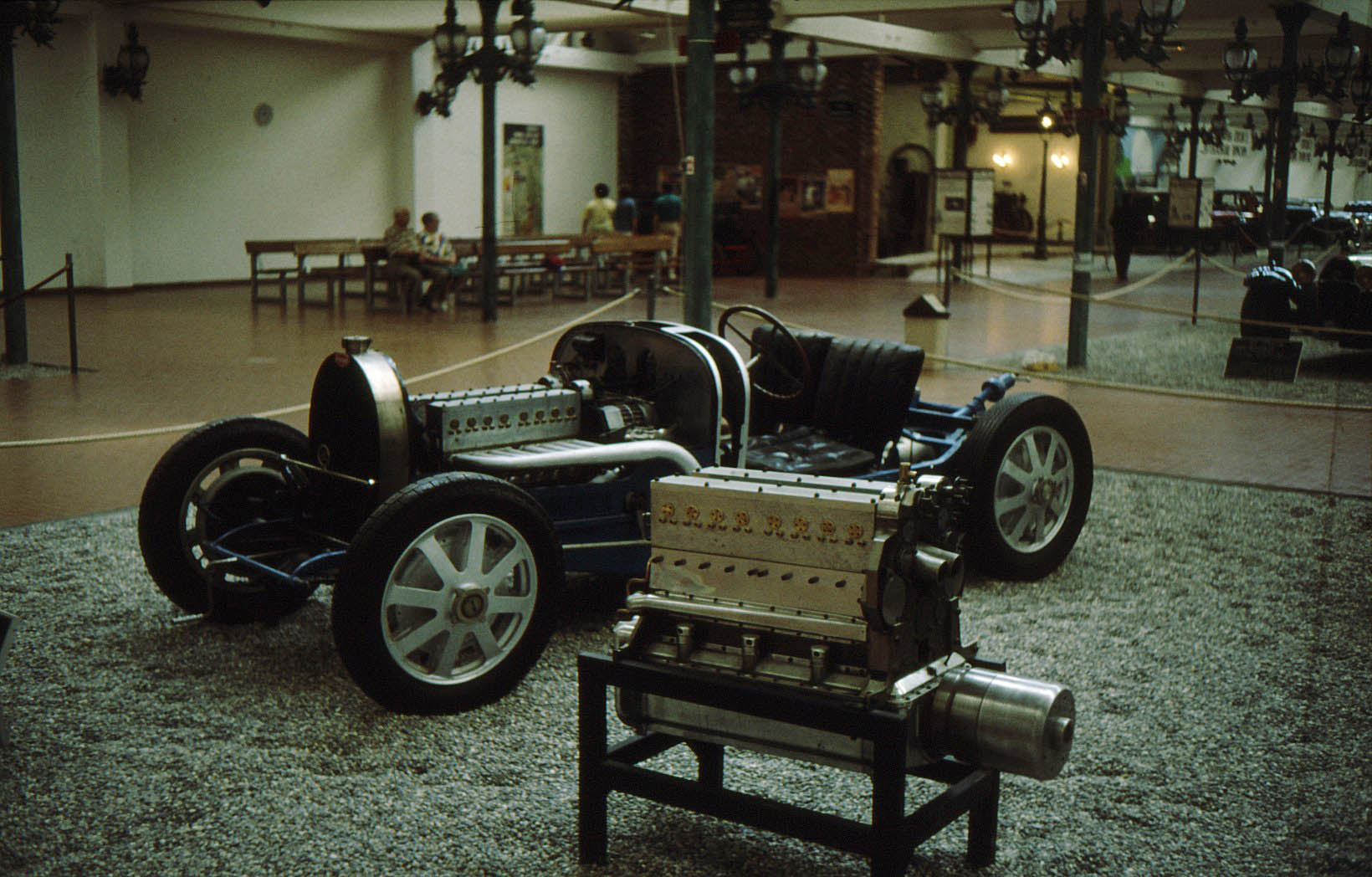
Motor (im Vordergrund) und Bugatti Type 47

Der Bugatti Type 45 ist ein Rennwagen. Hersteller war Bugatti aus Frankreich.

## Beschreibung
Ettore Bugatti entwarf das Fahrzeug. Das Ungewöhnliche ist der Sechzehnzylindermotor, wie er vorher schon im Type 43 A geplant war. Zwei Achtzylinder-Reihenmotoren sind nebeneinander angeordnet. Sie haben einen Motorblock und eine gemeinsame Ölwanne. Die Kurbelwelle ist neunfach gelagert. 60 mm Bohrung und 84 mm Hub ergeben 3800 cm³ Hubraum. Jeder Zylinder hat zwei Einlassventile und ein Auslassventil. Die beiden Vergaser von Zénith und die beiden Kompressoren von Roots befinden sich hinter dem Motorblock. 240 PS, 250 PS und 270 PS Motorleistung sind angegeben.
Der Motor ist wassergekühlt. Er treibt über eine Kardanwelle die Hinterachse an. Das Getriebe hat vier Vorwärtsgänge. Die Kraftübertragung erweist sich als großes Problem.
Das Fahrgestell hat 260 cm Radstand und 125 cm Spurweite. Die Karosserie ist 324 cm lang und 135 cm breit. Sie bietet Platz für zwei Personen nebeneinander. Das Fahrgestell wiegt 900 kg, das Komplettfahrzeug 1000 kg. Als Höchstgeschwindigkeit sind sowohl 180 km/h als auch 250 km/h angegeben.
Ein weiteres Problem waren die Reifen. Sie waren für hohe Geschwindigkeiten auf längeren Strecken nicht geeignet. Das Fahrzeug wurde daher vornehmlich bei Bergrennen und Kurzstreckenrennen eingesetzt. Louis Chiron fuhr 1930 mehrere Bergrennen, darunter am Klausenpass.
Als Bauzeit gibt eine Quelle 1929 an, eine andere 1928/29 bis 1930. Eine dritte Quelle nennt den April 1929, wobei unklar bleibt, ob das der Beginn der Entwicklung oder die Fertigstellung des ersten Fahrzeugs war.
Es entstanden zwei Fahrzeuge, die beide erhalten geblieben sind. Außerdem wurden Teile für ein drittes Fahrzeug gefertigt. Eine Quelle gibt an, dass mit diesen Teilen in England ein Nachbau hergestellt wurde.
Der Type 47 ist ein Sportwagen mit einem etwas kleineren Sechzehnzylindermotor, der ein Prototyp blieb.